# Lijst van politieke partijen in Botswana
Botswana is de oudste liberale democratie van Afrika en kent sinds de onafhankelijkheid in 1966 een meerpartijenstelsel met de Botswana Democratic Party (BDP) als dominerende politieke partij. De BDP is sinds 1965 - het jaar dat Botswana zelfbestuur verwierf - ononderbroken aan de macht.

## Partijen
| Embleem | Vlag | Partijnaam                           | Afkorting | Oprichtingsjaar | Ideologie                                                       | Zetels  |
| --- | ---- | ------------------------------------ | --------- | --------------- | --------------------------------------------------------------- | ------- |
| |      | Botswana Democratic Party            | BDP       | 1961            | Paternalistisch conservatisme                                   | 38 / 57 |
| |      | Botswana Patriotic Front[a]          | BPF       | 2019            | Populisme                                                       | 3 / 57  |
| |      | Botswana Congress Party[a]           | BCP       | 1998            | Sociaaldemocratie Derde Weg                                     | 2 / 57  |
| |      | Botswana Movement for Democracy      | BMD       | 2010            | Liberalisme                                                     | 2 / 57  |
| |      | Alliance for Progressives            | AP        | 2017            | Sociaalliberalisme                                              | 1 / 57  |
| |      | Botswana People's Party[a]           | BPP       | 1960            | Democratisch socialisme Sociaaldemocratie Panafrikanisme        | 0 / 57  |
| |      | Botswana National Front[a]           | BNF       | 1965            | Sociaaldemocratie Christelijk links                             | 0 / 57  |
| |      | New Democratic Front                 | NDF       | 2003            | Progressivisme                                                  | 0 / 57  |
| |      | International Socialist Organization | ISO       | —               | Trotskisme Marxisme Communisme                                  | 0 / 57  |
| |      | MELS Movement of Botswana[b]         |           | 1984            | Marxisme-leninisme Communisme Maoïsme Stalinisme Panafrikanisme | 0 / 57  |
| |      | Botswana Tlhoko Tiro Organisation    | BTTO      | 2008            |                                                                 | 0 / 57  |
| [a]: Deze partijen vormen samen het oppositieblok Umbrella for Democratic Change (UDC) [b]: MELS= Marx.Engels.Lenin.Stalin |      |                                      |           |                 |                                                                 |         |

### Politieke alliantie
| Embleem | Vlag | Naam van Alliantie             | Afkorting | Oprichtingsjaar | Ideologie                                                               | Zetels  |
| ------- | ---- | ------------------------------ | --------- | --------------- | ----------------------------------------------------------------------- | ------- |
|         |      | Umbrella for Democratic Change | UDC       | 2012            | Sociaaldemocratie Christelijk links Democratisch socialisme Liberalisme | 15 / 57 |

### Historische partijen
| Embleem | Vlag | Partijnaam                  | Afkorting | Bestaansperiode | Ideologie                    |
| ------- | ---- | --------------------------- | --------- | --------------- | ---------------------------- |
|         |      | Botswana Alliance Movement  | BAM       | 1999-2000       | Progressivisme               |
|         |      | Botswana Independence Party | BIP       | 1962-1994       | Sociaaldemocratie            |
|         |      | Botswana Workers Front      | BWF       | 1993-2005?      | Centrisme Christendemocratie |
|         |      | Botswana Progressive Union  | BPU       | c.1984-c.1991   | Progressivisme               |
|         |      | Independence Freedom Party  | IFM       | 1994-?          | Liberalisme                  |
|         |      | Botswana Freedom Party      | BFP       | 1989-?          | Liberalisme                  |
|         |      | Social Democratic Party     | SDP       |                 | Sociaaldemocratie            |
|         |      | Botswana Liberal Party      | BLP       |                 | Liberalisme                  |

### Historische alliantie
| Embleem | Vlag | Naam van alliantie         | Afkorting | Bestaansperiode | Ideologie                                            |
| --- | ---- | -------------------------- | --------- | --------------- | ---------------------------------------------------- |
| |      | United Democratic Front[a] | UDF       | 1994-?          | Nationalisme Socialisme Centrisme Christendemocratie |
| [a]: UDF bestond uit de volgende partijen: MELS Movement of Botswana, Botswana Workers Front en de Social Democratic Party |      |                            |           |                 |                                                      |